# Lästling
Als Lästlinge werden Tiere bezeichnet, die keine Schädlinge im Sinne des Begriffes sind, deren Anwesenheit jedoch als störend empfunden wird. Lästlinge sind für den Menschen nicht direkt gefährlich oder schadensauslösend, aber beispielsweise durch Anblick oder Geruch ekelerregend oder erschreckend, oder durch ihr Verhalten belästigend. Den Begriff verwendet man beispielsweise für kleinere Wirbellose wie Insekten und Spinnentiere (darunter die Milben), aber auch andere Tiere, die sich gerne in der näheren Umgebung des Menschen aufhalten (Kulturfolger) oder allgegenwärtige Tiere, besonders wenn sie sehr zahlreich auftreten (Beispiele: Asiatischer Marienkäfer, Birkenwanze). Viele Lästlinge können bei übermäßigem Auftreten zu Schädlingen werden, zum Beispiel als Keimüberträger in hygienisch kritischen Situationen. Dies betrifft auch bauliche Schäden oder Ernteverluste – Erntediebe werden nur in Massen zum Schädling (vgl. Schadschwelle), einen Kirschbaum im Kleingarten können schon wenige Amseln, an sich Nützlinge, leerfressen. Die Grenzen zwischen „Nützling – Lästling – Schädling“ sind also auch situationsabhängig fließend.
Typische Lästlinge sind Kellerasseln, Silberfischchen, diverse Fliegen (etwa Stubenfliegen oder Fruchtfliegen), Ohrwürmer und Wespen (in der Nahrungssuche und beim Nestbau können sie durchaus zu Bauschädlingen werden), Spinnen aller Art (besonders die, deren Netze keinen wirklichen Schaden darstellen, aber lästige Verschmutzung), Ameisen (im Haus aber möglicherweise Vorratsschädlinge). Als Lästling betrachten viele Menschen auch Wirbeltierarten, beispielsweise Fledermäuse oder Stadttauben (die in Massen durch Kotausscheidungen ebenfalls Bauschädlinge sein können), oder Wasservögel wie Stockenten (die in Badegewässern wegen der Zerkarien-Problematik auch Schädlingscharakter bekommen können). Weiters zählen dazu etwa Tiere wie der Steinmarder, die ihre Reviere verkoten, oder solche, die im häuslichen Bereich Unordnung machen, wie Siebenschläfer und in enormem Ausmaß Waschbären (können auch Nahrungsschädlinge werden oder Haustechnik und Autos beschädigen). 
Zu den Lästlingen kann man auch Heimchen und andere Zirper durch ihren Lärm zählen, desgleichen andere Tiere mit störenden, ortsunüblichen Lautäußerungen. Die Begriffsverwendung auch für Haustiere, etwa extreme Revierschreier wie Hähne oder Pfauen im nichtlandwirtschaftlichen Raum, ist umstritten und im Allgemeinen nicht üblich. 
In der Landwirtschaft gelten Blutsauger wie Bremsen und Stechmücken bei Nutz- und Heimtieren als Lästlinge, die von anderen aber, auch beim Menschen, schon zu den Schädlingen gerechnet werden – aus Sicht der Gesundheitsbehörden ist auch die in deutschen Schulen und Kindergärten weit verbreitete (nach Infektionsschutzgesetz meldepflichtige) Kopflaus „nur“ ein Lästling, weil diese, zumindest in Mitteleuropa, gewöhnlich keine Krankheiten übertragen. Beim Menschen können auch allgegenwärtige und unbemerkbare Tiere als Allergie-Auslöser zum Gesundheitsschädling werden, so etwa Hausstaubmilben, diese sind aber, weil unbemerkt und damit nie lästig, in keinem Fall Lästlinge. Auch „Ungeziefer“-Arten, die bei manchen Menschen Angststörungen wie zum Beispiel Arachnophobie auslösen, sind allein dadurch keine Lästlinge.